# Bermondsey
Pour la station de métro, voir Bermondsey (métro de Londres).

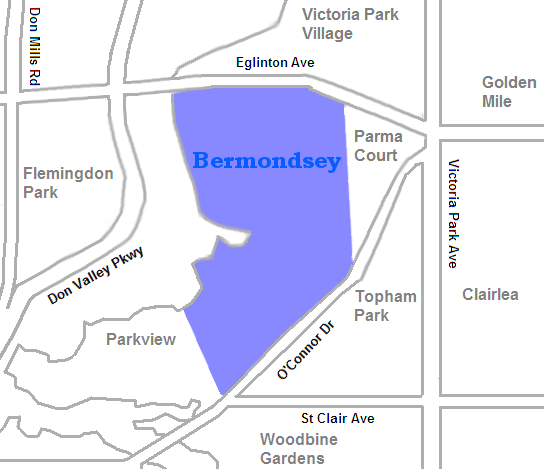
Bermondsey, quartier du borough de Southwark

Bermondsey (/ˈbɜrməndziː/) est un quartier de Southwark, situé au sud de Londres, au Royaume-Uni.

## Situation géographique
Situé dans le borough londonien de Southwark, Bermondsey a comme frontière le quartier de Borough & Bankside ainsi que celui de Walworth à l’ouest, Rotherhithe à l’est, Peckham au sud, et la Tamise au nord.
Bermondsey est situé à 51° 29′ 56.83″ de latitude nord et à 0° 4′ 38.66″ de longitude ouest.
La superficie de ce quartier couvre un peu plus de 6,5 km2.

## Toponymie
Les premières mentions de Bermondsey datent du VIIIe siècle  et sont présentes dans le Cartularium saxonicum, ouvrage dans lequel le Pape Constantin Ier accorde des privilèges à un monastère à Vermondsey, ancien nom de ce quartier de Londres. Ensuite, vers le XIe siècle, le nom de Bermondsey apparaît, mentionné comme tel dans le Domesday Book.
Le nom Bermondsey pourrait signifier « Beornmund's island », expression qui viendrait de Beorn (le prince) et de Mund (la main), dénominations donnant un certain sens important à l’endroit d’un point de vue royal. Le terme « island » pourrait suggérer que le quartier de Bermondsey aurait eu un caractère insulaire. Cependant Bermondsey aurait été seulement une zone qualifiée comme marécageuse en bord de Tamise. « Beornmund » a donné « Bermond » et le suffixe –ey, venant du vieil anglais –eg, signifie « île » et rappelle la dénomination « island » ; le tout donna Bermondsey. Il s’agirait donc d’une origine saxonne.

## Histoire

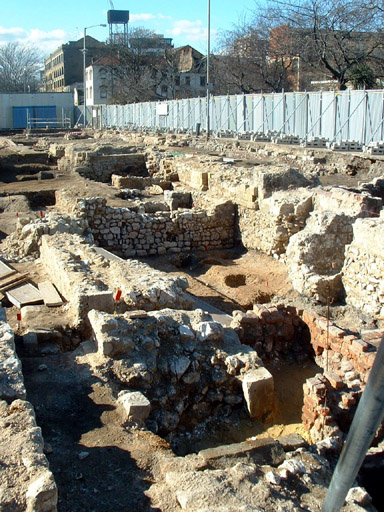
Fouilles sur le site de l'Abbaye de Bermondsey montrant la trace encore existante des murs de celle-ci

Le lieu possède une longue histoire commençant  au néolithique et à l’âge de bronze : deux fosses datant de ces époques ont été retrouvées et servent de traces  importantes de ces périodes. Des structures de bois y ont également été découvertes, montrant déjà les marques d'une agriculture développée.
Une trace importante du passé est la route romaine qui y a été créée, reliant Londres à Canterbury. Celle-ci fut également utilisée lors de la période saxonne et pendant le Moyen Âge en général. Le long de cette route ont été retrouvés les restes de ce qui était certainement un temple ou un site funéraire, ainsi que des poteries. Tout ceci fut découvert grâce à des fouilles de English Heritage, en 2005.
Sur le site de Bermondsey, des traces de la période saxonne ont été aussi retrouvées. Déjà au début VIIIe siècle, une église, mentionnée par le Pape Constantin, aurait été construite à Bermondsey, mais dont aucune trace n’a été retrouvée. Cependant en 1086, une église a été construite à Bermondsey, église qui deviendra par la suite l’Abbaye de Saint-Sauveur. En 1154, Henri II y établira sa cour. Malgré le développement de cette abbaye, le lieu reste peu peuplé car l'endroit est trop humide.

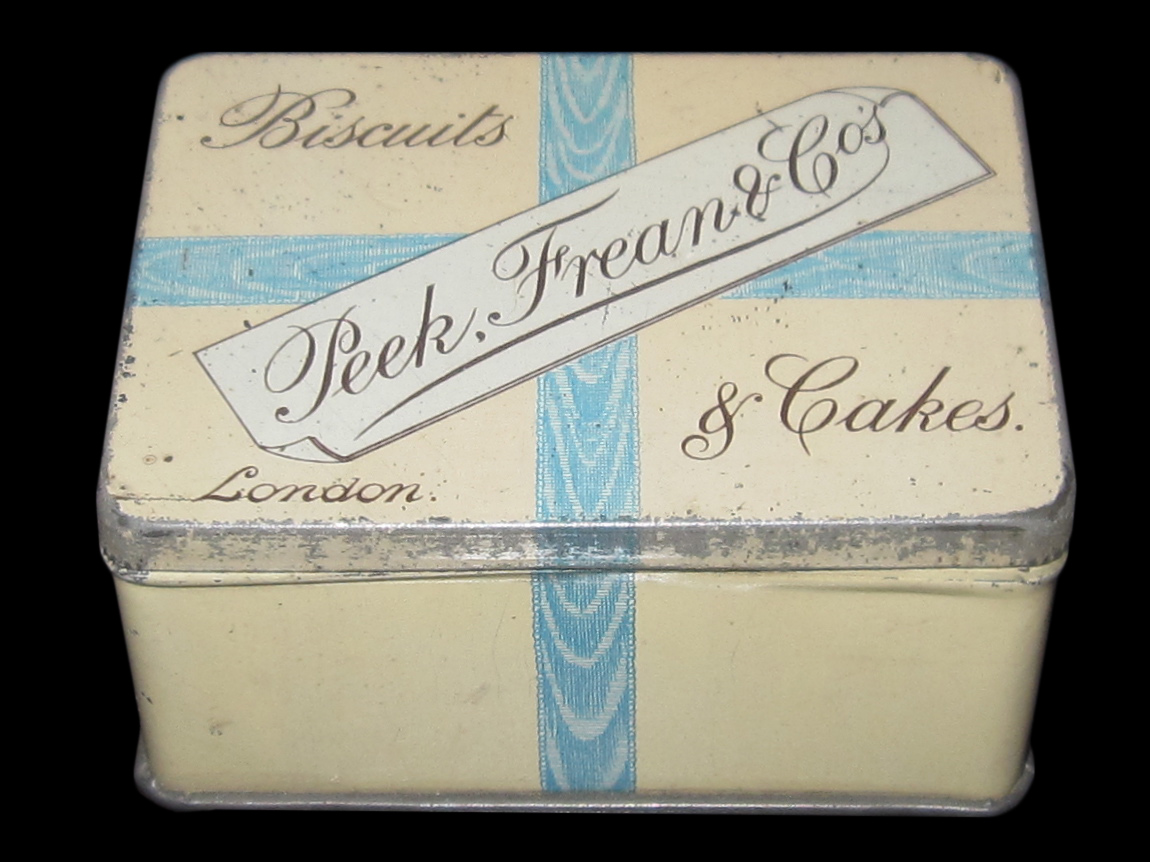
Peek Freans, ancien fabricant de biscuits, était basé à Bermondsey

Ce problème d'humidité trouva un début de solution au  XVIe et  XVIIe siècles (époque des Tudors). En effet, la population commença une politique de drainage de sol dans le quartier de Bermondsey, permettant une meilleure agriculture. C'est également à cette même époque que la première école primaire est construite à Tooley Street, et que le Swan Theatre ouvre ses portes en 1592.  À la fin du XVII et au XVIII, les cartes de Bermondsey montrent que le lieu est divisé en champs drainés. Le quartier obtient également une certaine renommée comme celui de centre de la tannerie, grâce à une charte accordée par la reine Anne de Grande-Bretagne en 1703, bien que la première mention de cette activité remonte à 1192. Vers 1721, Bermondsey voit l'ouverture de son premier hôpital construit par Thomas Guy, à la St Thoma's Street : le Guy's Hospital.  Au XIX et XXe siècles, la zone s’industrialise avec une première ligne de chemin de fer en 1836, pour devenir le quartier de Londres que l’on connait aujourd’hui.
Entre 1857 et 1989, les biscuits étaient fabriqués à Bermondsey, par la compagnie Peek Freans (en) (aujourd'hui amalgamée avec United Biscuits).

## Personnalités

### Alwin Child
Alwin Child est répertorié dans les personnalités ayant eu une histoire à Bermondsey car, en 1082, il fonda en cet endroit-même un monastère consacré à Saint-Sauveur, prieuré mentionné dans le Domesday Book. 
Il construisit ce prieuré selon l’ordre de Cluny pour des moines clunisiens de Charité-sur-Loire et le monastère continua son activité jusqu’en 1372, pour devenir Abbaye quelques années plus tard.

### Catherine de Valois
Au XVe siècle, la Reine Catherine, née Catherine de Valois, femme d'Henri V et princesse française, est venue à l’Abbaye de Bermondsey et y trouva logement. Elle s’y plut tellement bien qu’elle y resta jusqu’à sa mort.
Son histoire, et en particulier l’histoire de sa mort, reste gravée dans les anecdotes de l’Abbaye de Bermondsey. En effet, le 1er janvier 1437, Henri VI, son fils qui sentait le décès de sa mère approcher, envoya à celle-ci, qui se trouvait à Bermondsey, une tablette d’or dans laquelle se trouvait un crucifix orné de saphirs et de perles. Deux jours plus tard, sa mère s’éteignit.

### Élisabeth Woodville
Élisabeth Woodville, Reine Douairière  et veuve d'Édouard IV, est également une personnalité de Bermondsey puisqu’elle y passa la fin de sa vie.
Son exil à Bermondsey commence en novembre 1486 lorsqu’une rébellion éclate. Alors qu’elle l’avait aidé à monter sur le trône, Henri VII, petit-fils de la Reine Catherine, déclare, lors d’un Concile, que la Reine Douairière Elisabeth a outrepassé ses droits et celle-ci est forcée de se retirer dans l’Abbaye de Bermondsey. Elle y restera enfermée jusqu’en 1492, où elle y décède des suites d’une maladie.

### Thomas Pope
Thomas Pope, fondateur du Trinity College d’Oxford, est connu à Bermondsey pour avoir fait abattre les bâtiments de l’Abbaye afin d’y ériger son hôtel particulier dans les années 1540. L’Abbaye ayant été dissoute par Henri VIII en 1537, Thomas Pope en profita pour l'acquérir et construire, par la suite, sa demeure personnelle.

### Autres
- Mary Clare Moore (1814-1874), religieuse irlandaise des Sœurs de la Miséricorde, infirmière de guerre et enseignante, est morte à Bermondsey.

## Culture

### Lieux et monuments

#### L'abbaye de Bermondsey

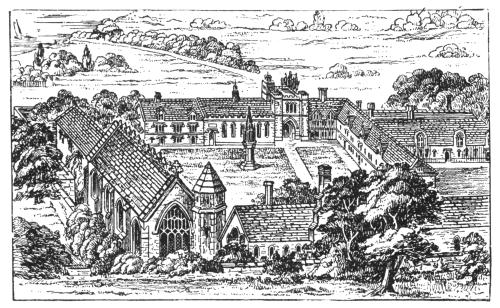
Esquisse de ce que devait être l'abbaye de Bermondsey.

Au début du XIe siècle, Bermondsey appartenait à Édouard le Confesseur, et une église y a été construite en 1086 par Aylwin Child et Guillaume II d’Angleterre, dit Guillaume le Roux.
Dès 1089 arrivent sur le site des moines de La Charité-sur-Loire dans la Nièvre (Bourgogne). Peu de documents, hormis les annales de Bermondsey, mentionnent la construction de ce la future abbaye ; mais ceux qui nous sont parvenus décrivent souvent la vie des religieux, notamment en ce qui concerne l’hospitalité. Cette charité était un véritable devoir pour les moines et l'abbaye car cette dernière était située sur la route reliant Londres et Douvres.
À la suite des conflits entre France et Angleterre, Cluny éprouve des difficultés à récupérer les taxes dues par les monastères qui lui sont dépendants ; ces problèmes seront augmentés lorsqu'en 1289 Édouard Ier interdit aux prieurés d’envoyer quelque argent que ce soit à la maison mère ; les conflits avec la France se renforçant, le roi s'appropriera les prieurés clunisiens, notamment lors de la guerre de Cent Ans.
Richard Dunton met fin au statut de maison étrangère du prieuré de Bermondsey. Reconnu comme anglais, le monastère sera épargné de nombreuses taxes. En 1399, le Pape Boniface IX élèvera le prieuré de Bermondsey au statut d'abbaye. Elle prend alors le nom de St-Sauveur et devient abbaye bénédictine.
À partir de 1538, l’abbaye est propriété de la couronne et, par la suite, rachetée par Thomas Pope. Ce dernier la détruit et y construit un  manoir privé, où Élisabeth Ire d'Angleterre lui rend visite en 1570.
Peu de traces de son existence subsistent : en effet, les pierres du site ont été utilisées pour d’autres constructions dès le XVIe siècle. Il est possible néanmoins constater son passé et l'imaginer grâce au plan des routes qui donne une indication sur sa situation et sa grandeur, car celles-ci s’étalaient tout autour de l’abbaye. D’autre part, des fouilles du museum of London et la société Pre-Construct Archaeology Ltd  s'organisèrent de 1998 à février 2010, révélant des restes archéologiques de l'abbaye dont un plat en argent qui daterait du XIVe siècle.
En 1667, l’église Ste-Magdalen est construite sur les traces de l’ancienne abbaye.

#### L'église Sainte-Marie-Madeleine

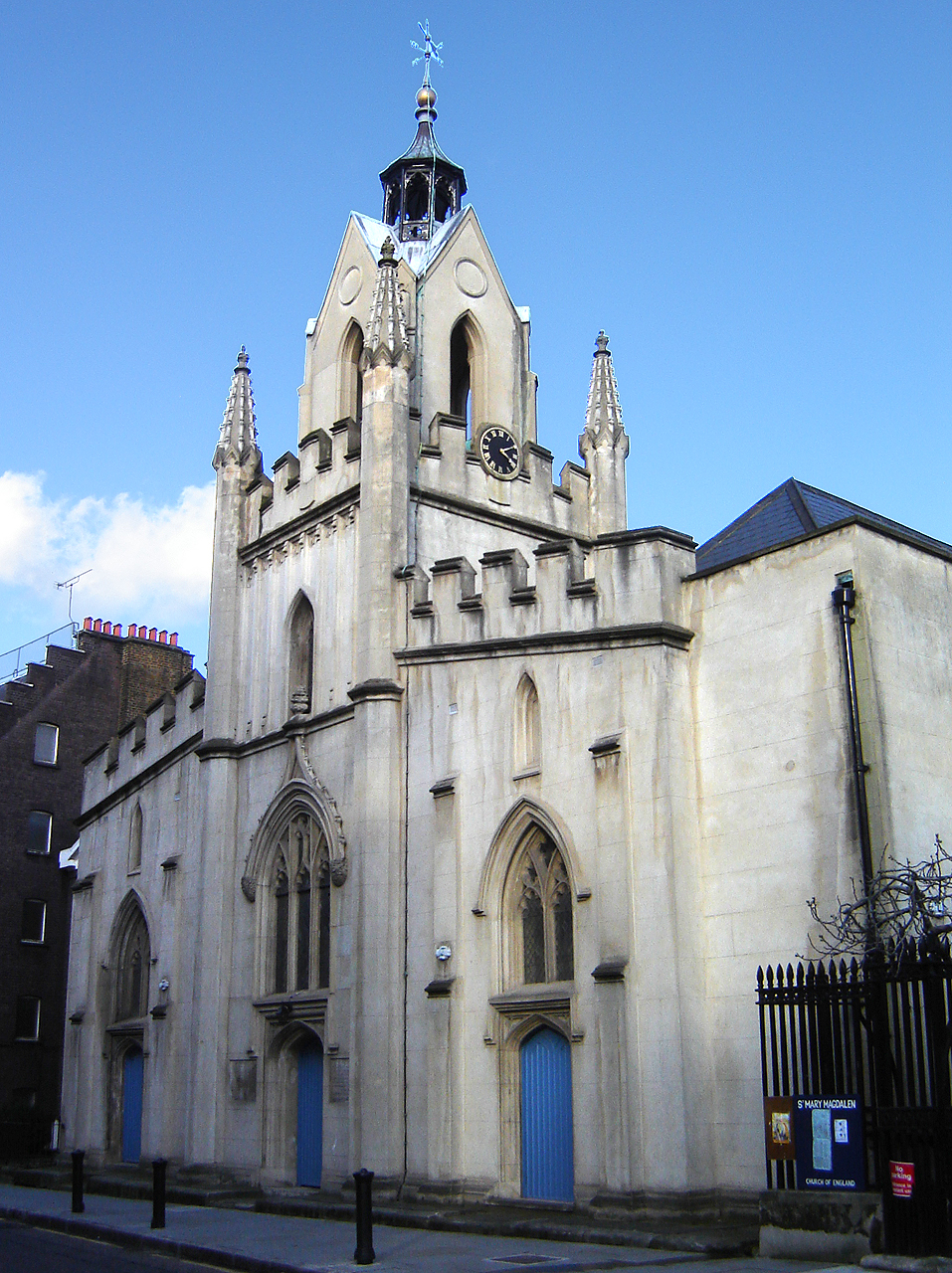
St Mary Magdalen Church, ou l'église Sainte-Marie-Madeleine, dans le quartier de Bermondsey.

Construite en 1667 sur le site de St Sauveur, l'église Sainte-Marie-Madeleine (ou St Mary Magdalen Chrurch) est une église anglicane. C’est aujourd’hui le plus vieux bâtiment du quartier. Elle fut rénovée en 1830 par George Porter qui lui posa un style gothique particulier. Cependant, un incendie l’affecta en 1971 ; la façade a dû être reconstruite, ainsi que toute la décoration intérieure.

#### Le Manoir d'Édouard III
En 1353, Édouard III d’Angleterre a fait construire, à proximité de la Tamise, un manoir. Ce manoir lui a servi de résidence dans le quartier de Bermondsey. À l'heure actuelle, il ne reste plus que quelques traces de la présence de cette bâtisse.

#### The Angel House

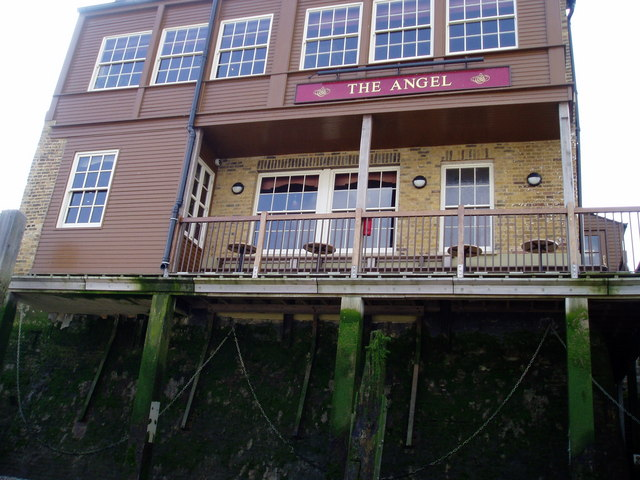
Image illustrant The Angel à l'heure actuelle, avec à l'avant la présence des poteaux de soutien, qui ont permis la présence d'une galerie en dessous de cette bâtisse, ainsi que la présence de fenêtres à guillotine.

Cette bâtisse datant du XVe siècle était, tout d’abord, une auberge et une maison de repos pour les voyageurs. Elle était gardée par les moines du prieuré de Bermondsey et, hormis les voyageurs, une clientèle aisée la fréquentait. Cependant, une clientèle insalubre composée de contrebandiers, de pirates fluviaux… y passait en raison de son emplacement stratégique et, propice aux commerces et aux rencontres en bordure de Tamise. Cette situation en bord de Tamise lui vaut également un grand succès auprès d’artistes du XXe siècle comme Augustus John et James Abbott McNeill Whistler.
The Angel House, qui est aujourd’hui une brasserie, doit son ancien nom Courage et sa conservation à Samuel Smith, qui, alors qu’elle était laissée à l’abandon, l’a sauvée et rénovée.
D’un point de vue architectural, The Angel Public House est constituée de deux étages et d’un grenier. Elle est construite de briques multicolores, la façade en rez-de-chaussée est faite de bois, le toit est en ardoise et les fenêtres sont caractéristiques par le fait que ce sont des fenêtres à guillotine. La façade dirigée vers la Tamise de The Angel Public House montre une particularité : elle est composée d’une galerie inhabituelle reposant sur des poutres en bois.

#### Le Lion de Bermondsey

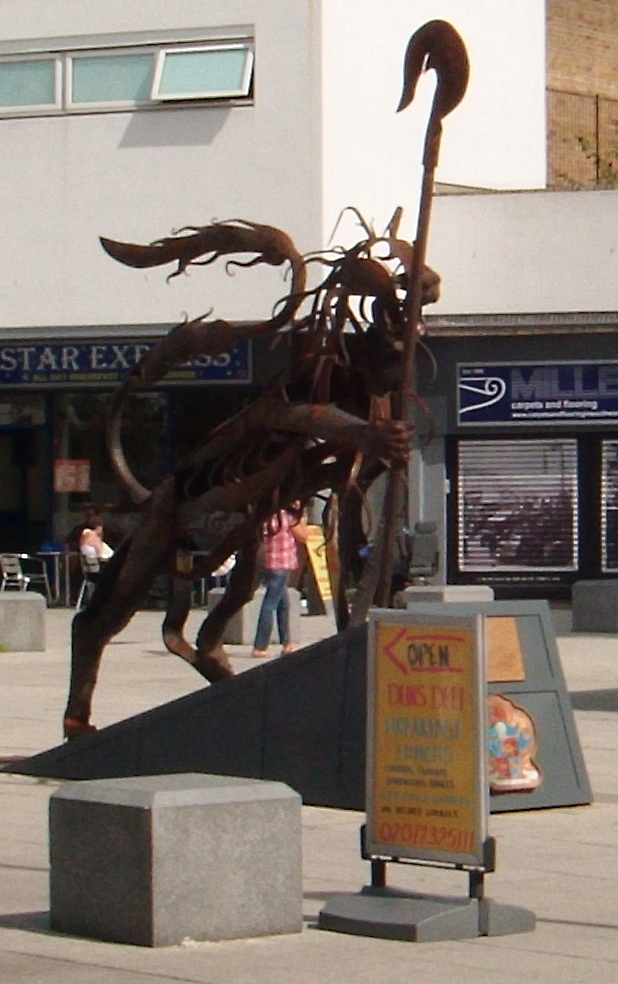
Sculpture de l'artiste Kevin Boys datant de 2011 et représentant The Bermondsey Lion.

Le Lion de Bermondsey (ou The Bermondsey Lion) est une sculpture de l’artiste Kevin Boys, érigée en juillet 2011 dans le quartier de Bermondsey.
Cette sculpture a une histoire datant de la fin du XIVe siècle. En 1399, le Pape Boniface IX éleva le prieuré de Bermondsey au statut d’Abbaye, à la demande du Roi Richard II. Le Roi accorda ensuite son cachet à l’Abbaye, cachet représentant un lion tenant une crosse avec une mitre sur la crosse, le Lion de Bermondsey.

#### The Anchor Brewhouse
The Anchor Brewhouse (en français, littéralement : Brasserie de l'Ancre) était une petite brasserie londonienne située près de Tower Bridge.

### Sport

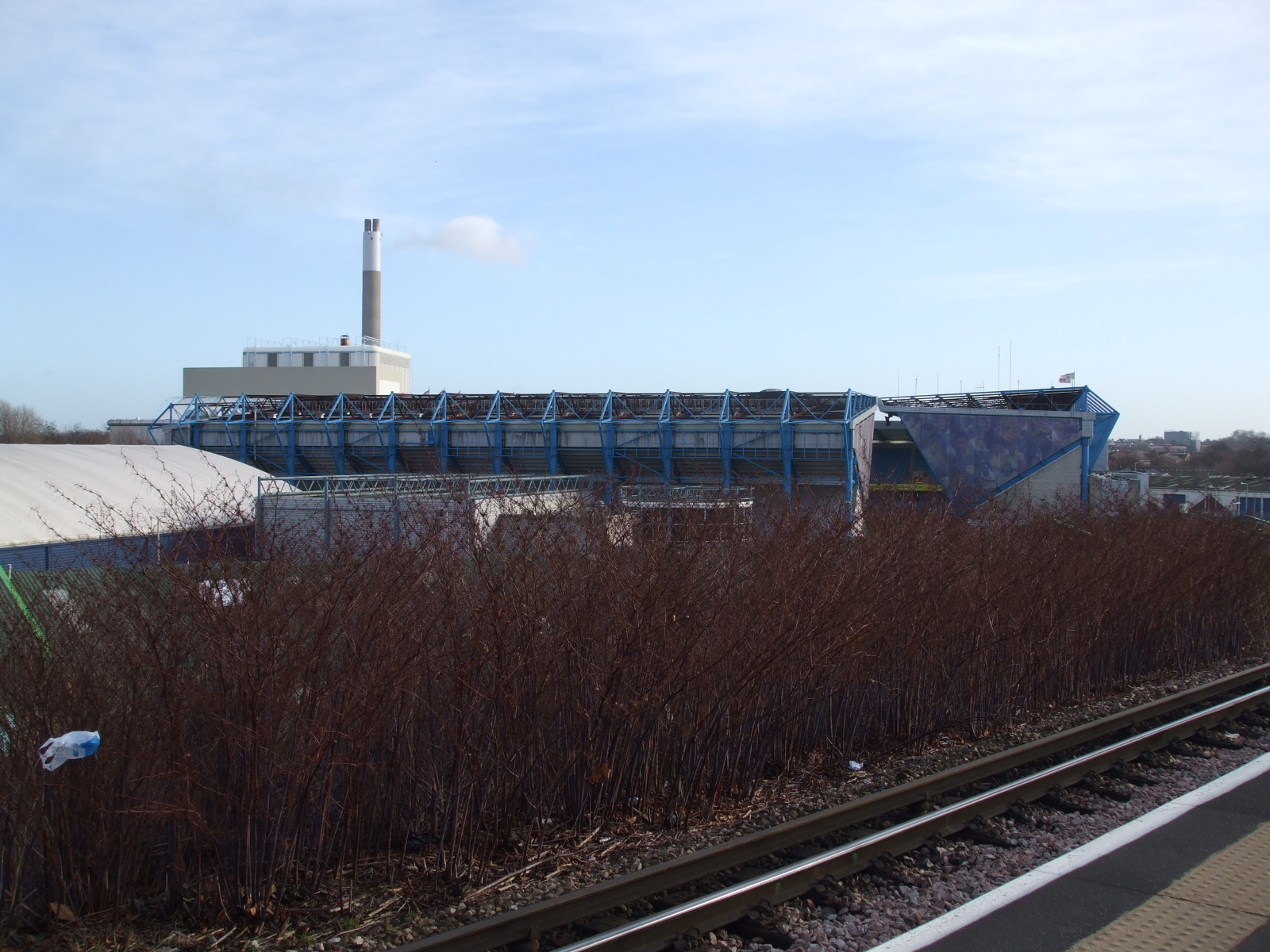
Stade du Millwall F.C. à Bermondsey.

Bermondsey est également connu pour être le lieu où évolue l’équipe de football du Millwall Football Club, club de football anglais de deuxième division fondé en 1885.
Les joueurs de ce club sont surnommés The Lions, ce qui évoque l’emblème historique du Roi Richard II et qui rappelle celle qu’il a laissée afin d’inaugurer l’Abbaye de Bermondsey en 1399.

## Transports
Londres, ville très touristique, est également connue pour ses différents transports en commun. Mis à part le fameux bus à impériale, la marche à pied, la voiture ou encore le vélo, il est possible de se déplacer dans cette capitale au moyen du métro traversant l’entièreté de la ville, ainsi que ses quartiers périphériques, mais aussi au moyen du train. Bermondsey ne fait pas l'exception avec ses différents arrêts de train ou de métro :
- Station de métro Bermondsey
- South Bermondsey railway station